# Lamotte-Buleux
 Lamotte-Buleux  es una población y comuna francesa, en la región de Picardía, departamento de Somme, en el distrito de Abbeville y cantón de Nouvion.

## Demografía
| 300 | 302 | 273 | 304 | 279 | 288 |
| Para los censos de 1962 a 1999 la población legal corresponde a la población sin duplicidades (Fuente: INSEE [Consultar]) |     |     |     |     |     |